# Курешниця
Курешни́ця (рум. Cureşniţa) — село в Молдові у Сороцькому районі. Розташоване на правому березі річки Дністер. Неподалік від села діє пункт пропуску на кордоні з Україною Курешниця—Оксанівка.
Батьківщина молдавських композиторів Є. Кока та А. Ранга, а також вченого-історика Д. Драгнєва. Ймовірно назва села походить від молдавського «ку ришніца», що перекладається як «з млином», оскільки до 1950-их років на річці Дністер діяло багато водяних млинів. Входить до складу комуни з центром у селі Голошниця.

## Відомі люди
- Кока Євген Костянтинович — молдавський радянський скрипаль та композитор, заслужений діяч мистецтв Молдавської РСР.
- Ніколає Булат — молдовський історик і краєзнавець.